# Homme d'Asselar
L'Homme d'Asselar est le nom donné à un squelette fossile quasi complet d'Homo sapiens du Mésolithique, découvert en 1927 au Mali par Théodore Monod, Vladimir Besnard, et Ernest Marcel Augiéras. Il est conservé à l'Institut de paléontologie humaine (IPH), à Paris.

## Historique
Théodore Monod et Vladimir Besnard découvrent le squelette fossile le 20 décembre 1927 aux environs d'Essouk, à quelques heures de marche du poste militaire français d'Asselar, sur indication du sous-officier commandant, dans le massif de l'Adrar des Ifoghas, au nord-est du Mali. La découverte a lieu lors de la mission Augiéras-Draper menée de 1927 à 1928 entre Alger et Dakar à la demande de la Société de géographie,.
Le fossile est initialement daté entre 6 900 et 6 500 ans avant le présent (AP). Étudié dans les années 1930, il est alors considéré comme le premier squelette d'homme préhistorique du Sahara à présenter des caractères « négroïdes » similaires à ceux de l'Homme de Grimaldi.

## Caractéristiques
À la suite d'un nouvel intérêt pour le squelette exposé depuis plusieurs décennies dans les collections anthropologiques de l'Institut de paléontologie humaine, des études récentes ont nuancé cette analyse : il est difficile de rapprocher ce fossile de l'une ou l'autre des populations africaines actuelles à partir de l'étude de ses seuls ossements et les résultats antérieurs ont sans doute été influencés par des préjugés raciaux qui prévalaient avant la Seconde Guerre mondiale.
Le sexe du spécimen restait indéterminé en 2013. 

## Datation
La datation directe du fossile est impossible en raison d'un excès de minéralisation du squelette, mais les études stratigraphiques indiquent une période correspondant au début de l'Holocène, entre 9 500 et 7 500 ans AP.

## Une sépulture
Alors que depuis 1927 il était admis que le squelette quasi complet (dont il manque une partie des membres inférieurs, entre les fémurs et les tibias) était issu d'un corps tombé, sur le dos, dans un lac et recouvert de vase, des études plus récentes d'archéo-anthropologie, menées au début des années 2010, tendent à montrer que le squelette se trouvait probablement dans un contexte de sépulture, :
- Tous les os, même les plus petits (mains et pieds), sont regroupés et non dispersés.
- Position d'inhumation cohérente avec les nécropoles préhistoriques (plus récentes) de la région.
- Les genoux fléchis (qui auraient dû être étendus, par gravité) et absents supposeraient une contention par une paroi de fosse.
- La taphonomie indique que la décomposition s'est très probablement faite en milieu fermé.